# Red Bull Arena (Leipzig)
Red Bull Arena (pronunție în germană [ʁɛd ˈbʊl ʔaˈʁeːna]), în trecut Zentralstadion (pronunție în germană [t͡sɛnˈtʁaːlˌʃtaːdi̯ɔn]), este un stadion de fotbal din Leipzig, Saxonia, Germania. El este cel mai mare și cel mai performant stadion de fotbal de pe teritoriul fostei Germanii de Est.
În prezent el este stadionul de casă al clubului de fotbal din prima ligă germană, RB Leipzig, însă anterior mai multe echipe de fotbal din Leipzig l-au utilizat ca stadion domestic, printre care VfB Leipzig (precursoarea 1. FC Lokomotive Leipzig) în diferite perioade ale sec. al XX-lea (inclusiv pentru meciurile importante din competițiile europene din anii 1970 și pentru meciuri de campionat național în anii 1990).

## Dimensiuni exterioare
- De la Nord la Sud: 230 m
- De la Est la Vest: 210 m
- Înălțime până la acoperiș: 46.5 m
- Suprafața acoperișului: 28,100 m²

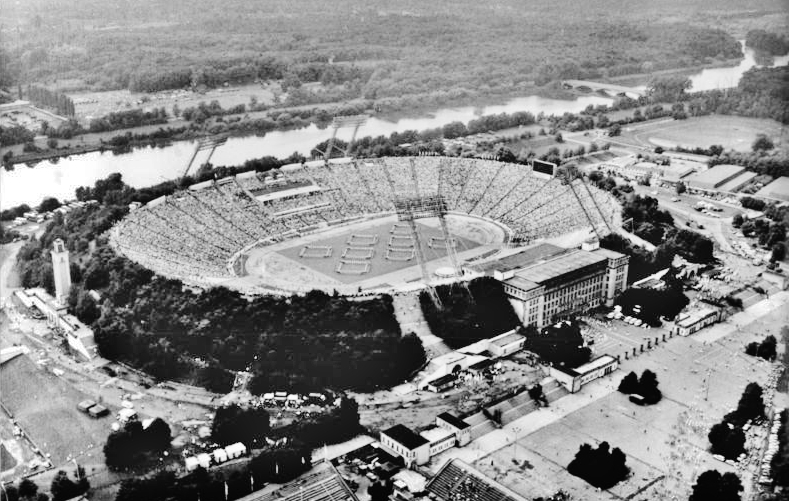
Zentralstadium în 1987

- Coordonate geografice: 51° 20' 44" N; 12° 20' 54" E

## Campionatul Mondial de Fotbal 2006
Arena a fost unul din stadioanele-gazde la Campionatul Mondial de Fotbal 2006, unicul stadion de pe teritoriul fostei Germanii de Est.
Stadionul a găzduit următoarele meciuri pe durata competiției:
| Data          | Ora (CEST) | Echipa #1            | Rezultat  | Echipa #2     | Runda          | Spectatori |
| ------------- | ---------- | -------------------- | --------- | ------------- | -------------- | ---------- |
| 11 iunie 2006 | 15:00      | Serbia și Muntenegru | 0–1       | Țările de Jos | Grupa C        | 37,216     |
| 14 iunie 2006 | 15:00      | Spania               | 4–0       | Ucraina       | Grupa H        | 43,000     |
| 18 iunie 2006 | 21:00      | Franța               | 1–1       | Coreea de Sud | Grupa G        | 43,000     |
| 21 iunie 2006 | 16:00      | Iran                 | 1–1       | Angola        | Grupa D        | 38,000     |
| 24 iunie 2006 | 21:00      | Argentina            | 2–1 (AET) | Mexic         | 1/16 de finală | 43,000     |

## Alte utilizări
Arena frecvent este utilizată ca locație pentru concerte. Astfel aici au evoluat artiști ca Paul McCartney (2004), Herbert Grönemeyer (2007, 2011), Genesis (2007), Bon Jovi (2008), Depeche Mode (2009, 2013), AC/DC (2009), Mario Barth (2011),  Coldplay (2012) și Bruce Springsteen & The E Street Band (2013).